# Deep Lake Tarn
Der Deep Lake Tarn ist ein runder, 6300 m² großer und nur 45 cm tiefer Süßwassersee an der Ingrid-Christensen-Küste des ostantarktischen Prinzessin-Elisabeth-Lands. In den Vestfoldbergen liegt er in unmittelbarer Nachbarschaft zum Deep Lake.
Das Antarctic Names Committee of Australia benannte ihn am 18. Oktober 1979 in Anlehnung an die deskriptive Benennung des Deep Lake.